# Šahovska olimpijada 1958.
13. Šahovska olimpijada održana je 1958. u Njemačkoj, tada kao SR Njemačka. Grad domaćin bio je München.

## Poredak osvajača odličja
| Mj. | Država      | Bodova | Igrači |
| --- | ----------- | ------ | ------ |
| 1.  | SSSR        | 34,5   |        |
| 2.  | Jugoslavija | 29,0   |        |
| 3.  | Argentina   | 25,5   |        |

| Pobjednici          |
| ------------------- |
| SSSR Četvrti naslov |